# Tournant linguistique

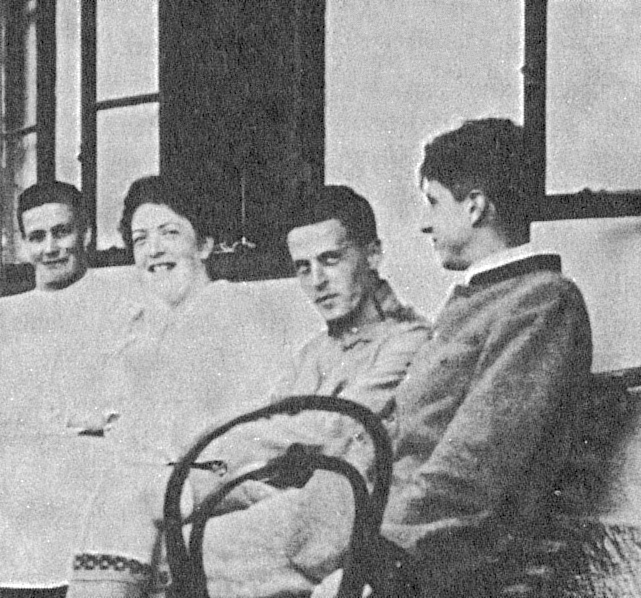
Sur le Hochreit, à l’été 1920, Ludwig Wittgenstein est assis entre sa sœur Helene Salzer et Arvid Sjogren.

Le tournant linguistique, plus souvent désigné par l'expression anglaise linguistic turn, est originellement une expression par laquelle Gustav Bergmann désignait en 1953 une manière de faire de la philosophie initiée par Ludwig Wittgenstein dans son Tractatus logico-philosophicus. D'une manière générale, il s'agit d'un changement méthodologique et substantiel, affirmant que le travail conceptuel de la philosophie ne peut avoir lieu sans une analyse préalable du langage.
Le tournant linguistique a notamment connu des applications en histoire.

## The linguistic turn
The linguistic turn (LT) est une expression « popularisée » en 1967 par le philosophe Richard Rorty, qui l'a empruntée à Gustav Bergmann: le linguistic turn  concerne alors « les débats internes à la philosophie analytique anglo-saxonne portant sur le point de savoir si les problèmes qui devaient occuper la philosophie étaient en priorité des problèmes d'élucidation du langage ».
L'idée de fond est de traquer les énoncés mal formés et sans signification réelle, tout en vérifiant la structure logique réelle qui sous-tend les formulations d'idées dans le langage naturel. Cette approche, revendiquée aussi à l'origine par Bertrand Russell et Gottlob Frege, est caractéristique de l'essor de la philosophie analytique. Elle est solidaire du développement de la logique et de la philosophie de la logique, et a été l'instrument d'une forte critique de la métaphysique sous les coups des membres du cercle de Vienne et des représentants du positivisme logique. Elle a aussi donné naissance à la philosophie du langage ordinaire, qui apporte un regard moins logiciste sur la question (Austin, Strawson et la seconde philosophie de Wittgenstein sont représentatifs, chacun à leur manière, de ce dernier développement). Ce changement d'approche, mêlé à d'autres influences affaiblissant l'intention d'analyse logique qui en était à l'origine indissociable, a affecté les sciences humaines, et par extension, l'expression de tournant linguistique est aussi associée à un courant historiographique américain apparu à la fin des années 1960 avec l'ouvrage de Richard Rorty, The linguistic turn.

## En histoire
Le linguistic turn est une démarche historienne qui considère que toute recherche historique doit nécessairement s’intéresser au langage ou au discours, qui deviennent donc objets d’étude. Cela se justifie épistémologiquement : étant donné qu’il travaille sur des textes, que la réalité qu’il analyse n’est accessible que par la médiation du langage, l’historien n’appréhende en fait que la représentation discursive de la réalité.
Dans cette vision, l’histoire ne serait plus une discipline scientifique, mais deviendrait un genre littéraire, qui doit être appréhendé en privilégiant la critique textuelle. Les partisans de cette méthode s’appuient principalement sur la philosophie post-structuraliste de Jacques Derrida et Michel Foucault.
Dans les années 1970, le linguistic turn s’est érigé en critique de l'histoire économique et sociale de l'École des Annales qui a une approche structurelle :  classes sociales, mentalités, théories marxistes.  
On observe un retour à l'individu. Dans ce cadre, on observe un retour au genre biographique, au roman historique, au portrait. On ne s'attache plus à la vie des grands hommes mais à l'expérience singulière qui incarne une vérité ou un moment de l'histoire. 
Concernant à l’origine essentiellement l’histoire intellectuelle américaine, le linguistic turn touche l’Europe dès la fin des années 1980 et s’étend progressivement aux autres domaines de la recherche historique. 
Le linguistic turn influence également la gender history et le new historicism.